# 广东松山职业技术学院
广东松山职业技术学院，简称广松技院，位于广东省韶关市，广东松山职业技术学院是由广东省人民政府举办、教育部备案，广东省教育厅直属的全日制普通高等院校。学校代码:12060。现有莲花校区、曲江校区、浈江校区。

## 历史
学院前身为广东韶关钢铁集团职工大学，始办于1976年3月，办学初期校名为韶关钢铁厂“七．二一”工人大学；1982年6月，粤北三所冶金职工大学合并为韶钢职工大学，由韶钢管理，并迁至曲江区原广东工业大学旧址办学； 2000年6月，经广东省人民政府批准改制为普通高等职业学校；2014年6月，由韶钢移交广东省教育厅直属管理。